# علي الطخيس
علي الطخيس نحات وفنان سعودي ولد في محافظة الدوادمي التابعة لمنطقة الرياض عام 1956م (1376هـ). وهو عضو مؤسس لمجموعة فناني الدوادمي التشكيليين، ويعد من الرواد السعوديين في مجال النحت، ومثّل السعودية في العديد من المحافل الدولية ونال جوائز مهمة من بينها جائزة بينالي أنقرة في تركيا عام 1986م، والجائزة التكريمية بمهرجان الإبداع العربي في مصر عام 2004م. وله أعمال ومجسمات فنية في الميادين العامة في بيروت ودبي ومسقط. وفي عام 2019م توّج مسيرته الفنية في النحت بتصميم ونحت حجر الأساس لمشروع بوابة الدرعية.

## التعليم
حاصل على دبلوم معهد التربية الفنية عام 1979م.

## العمل والعضويات
- عضو بيت التشكيليين للفنون التشكيلية في جدة.
- عضو في ملتقى النحاتين العرب في الأردن.[6]
- عضو مؤسس لمرسم نادي الدرع في الدوادمي.
- عضو مؤسس لمجموعة فناني الدوادمي التشكيليين.
- عضو الجمعية العربية السعودية للثقافة والفنون.
- عضو الجمعية العمانية للفنون.
- عضو محترف راشانا في لبنان.
- عضو ملتقى النحاتين العرب في مسقط.
- عضو ملتقى النحاتين العرب في دبي.[7]

## أعماله في النحت
تجاوزت منحوتات النحات السعودي علي الطخيس التناغم الشكلي إلى العمق الجمالي، وتزيد منحوتاته عن 1000 منحوتة نحتت بخامات عديدة ومساحات مختلفة.

## الجوائز والتكريم
- جائزة المحكمين الدوليين في بينالي أنقرة الأول في تركيا عام 1986م.
- جائزة النحت الثالثة في بينالي مسقط الثاني في عمان عام 1991م.
- جائزة الدانة في معرض 25 فبراير في الكويت عام 1996م.
- الميدالية التقديرية في المعرض الدوري لدول مجلس التعاون في الرياض عام 1999م.
- الجائزة التكريمية بمهرجان الإبداع العربي في الإسكندرية عام 2004م
- جائزة النحت الأولى في مسابقة أصدقاء الريشة الخامس في الدمام عام 2005م.[6]
- في 30 يناير 2020م كرمته وزارة الثقافة «تقديراً لمساهمته الفاعلة في تطور الفنون النحتية في المملكة على مدى مسيرة تجاوزت أربعة عقود».[8]